# Méduse (fragata)
El Méduse fue una fragata de 40 cañones de la Armada francesa lanzada al mar en 1810. Tomó parte en las guerras napoleónicas durante las últimas etapas de la campaña de Mauricio de 1809-1811 y en las incursiones en el Caribe.
En 1816, tras la Restauración borbónica, el Méduse, empleado como buque de guerra para el transporte reducido de armamento, transportaba oficiales franceses al puerto de Saint Louis, en Senegal, con el fin de restablecer la ocupación francesa de la colonia bajo los términos del Tratado de París. Debido a la negligente navegación por parte del capitán, un oficial naval exiliado durante la revolución que obtuvo el puesto por razones políticas, el Méduse encalló en la Bahía de Arguin y se hundió. La mayor parte de los 400 pasajeros evacuaron el navío, siendo 151 hombres obligados a refugiarse en una improvisada balsa remolcada por las lanchas de la fragata. El remolque terminó resultando ineficiente, por lo que la balsa acabó siendo abandonada con sus ocupantes en mitad del océano. Sin medios para poder navegar hasta la costa, la situación se volvió desastrosa al poco tiempo: varias docenas fueron arrastrados por el mar durante una tormenta, mientras que otros, ebrios a causa de la ingesta de vino, se rebelaron y fueron asesinados por los oficiales. Cuando las provisiones empezaron a escasear, varios hombres heridos fueron arrojados al agua, debiendo recurrir algunos al canibalismo para poder sobrevivir. Tras trece días a la deriva, la balsa fue finalmente descubierta con solo quince supervivientes.
La noticia de la tragedia causó conmoción entre el público, convirtiendo al Méduse en uno de los naufragios más infames de la Era de la navegación a vela. Dos de los supervivientes, un cirujano y un oficial, escribieron un libro muy popular sobre el incidente, mientras que el episodio sería inmortalizado por Théodore Géricault en la pintura La balsa de la Medusa, importante obra del romanticismo francés.

## Servicio

### Guerras napoleónicas

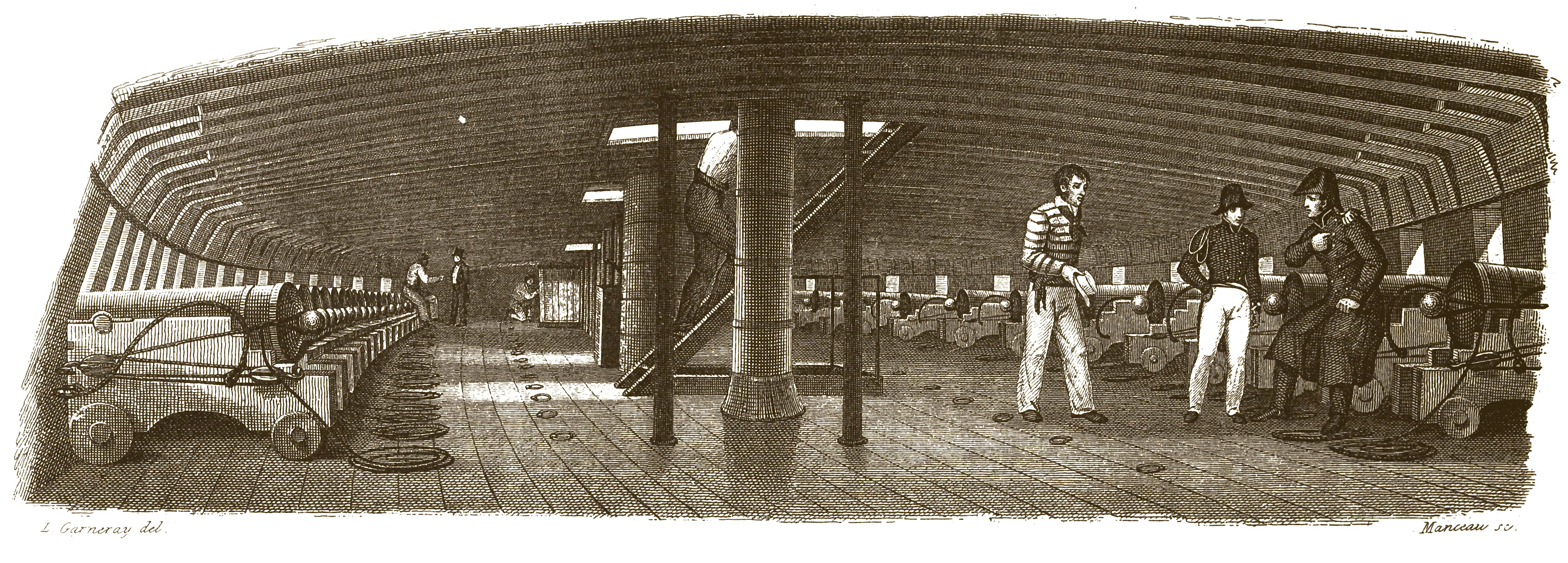
Grabado de la cubierta de cañones del Méduse, por Ambroise Louis Garneray (siglo xix).

Comisionado en Nantes el 26 de septiembre de 1807, el Méduse fue enviado en 1811 a Java con el Nymphe, otra fragata, en una división bajo el comando de Joseph-François Raoul. El 2 de septiembre ambas fragatas arribaron a Surabaya seguidas por el HMS Bucephalus, una fragata de 32 cañones. Dos días después, otro navío británico, el HMS Barracouta, se unió a ellas, aunque perdieron el contacto el 8 de septiembre. El 12 de septiembre, el Méduse y el Nymphe alcanzaron al Bucephalus, el cual huyó y cortó todo tipo de contacto al día siguiente. El Méduse regresó a Brest, Francia, el 22 de diciembre de 1811 y continuó su servicio en el Océano Atlántico.
Entre el 27 y el 29 de septiembre de 1813, las fragatas francesas Nymphe y Méduse capturaron a varios buques mercantes británicos en el Atlántico Norte. Los veleros apresados fueron el Prince George, el Lady Caroline Barham y el Potsdam, todos ellos procedentes de Londres y con destino a Jamaica; el Flora, el cual navegaba de Londres a Martinica; el Brazil Packet, con origen en Madeira y rumbo a Brasil; y el Rosario y el Thetis, procedentes de Cabo Verde. Los prisioneros fueron colocados en el Méduse, el cual navegó hasta Barbados, a donde llegó el 10 de enero de 1814.

### Restauración borbónica
Con la Restauración borbónica en 1814, Luis XVIII decidió restaurar el dominio realista de los rangos superiores de la Armada y el Ejército. En consecuencia, el vizconde Hugues Duroy de Chaumareys fue nombrado capitán de fragata y asignado al Méduse pese a que apenas había navegado en 20 años.

## Viaje a Senegal

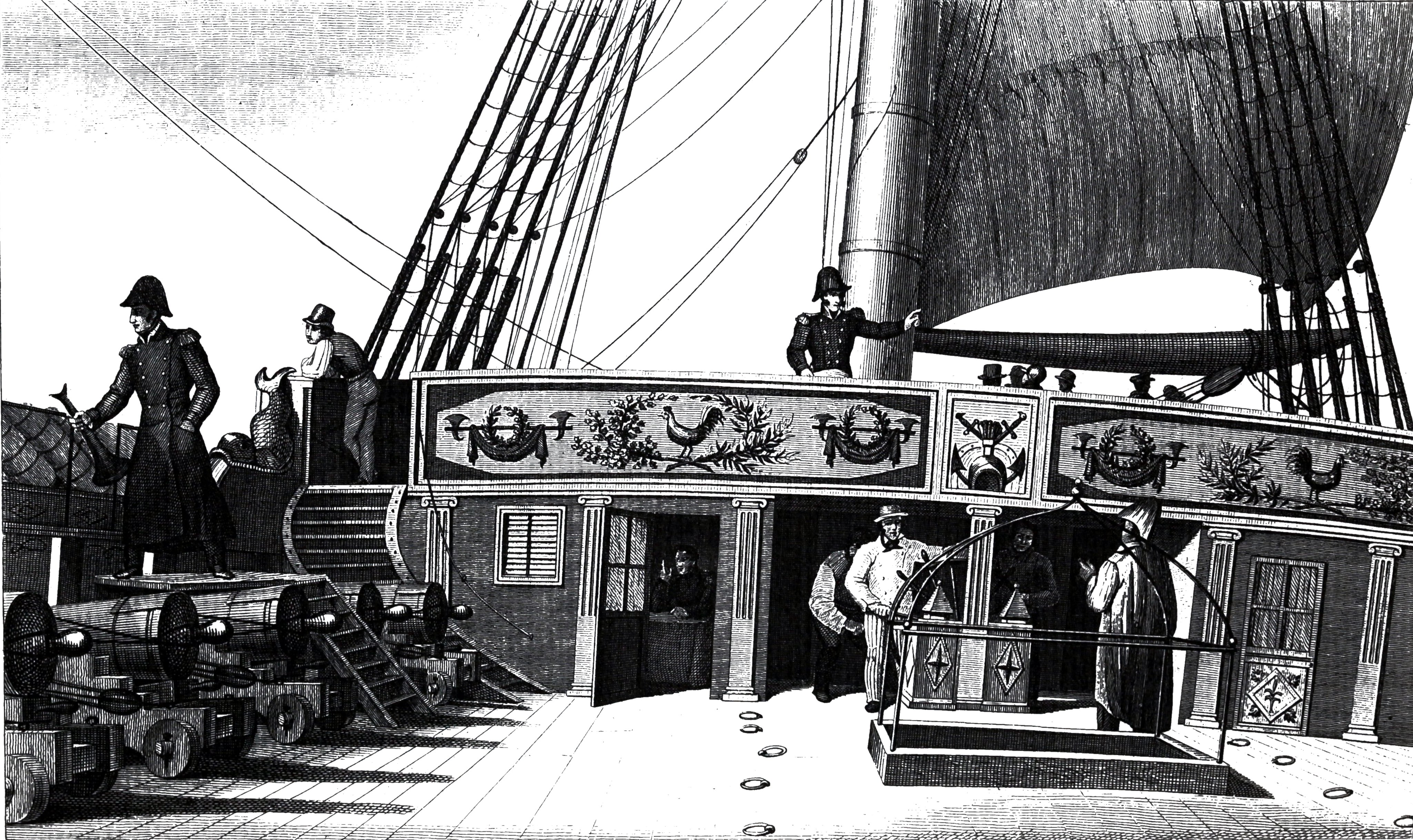
Grabado del castillo de popa del Méduse, por Garneray (siglo xix).

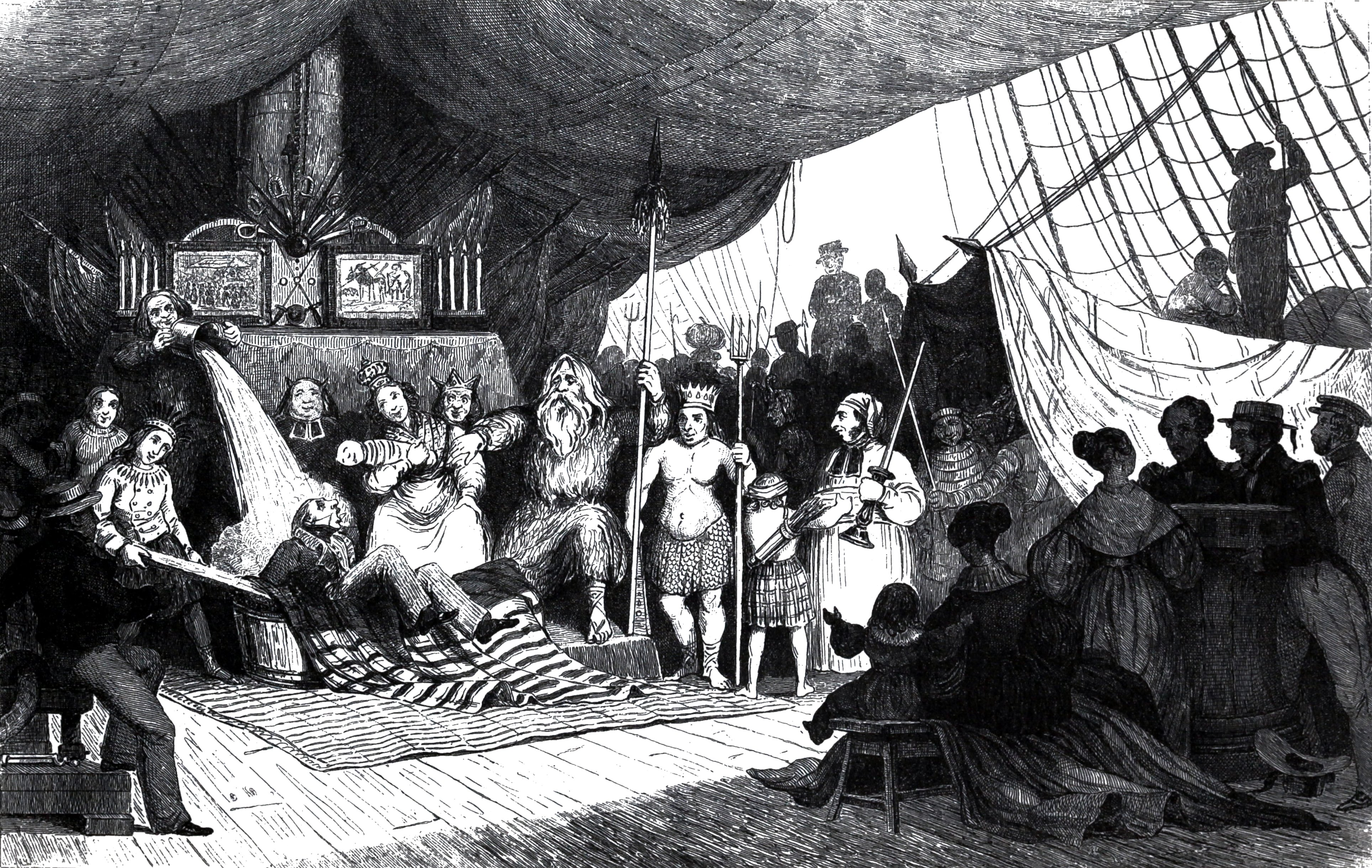
Grabado de la ceremonia del cruce del ecuador a bordo del Méduse el 1 de julio de 1816, por Jules de Caudin (siglo xix).

### Travesía
El 17 de junio de 1816, una flota bajo el comando de Chaumareys en el Méduse partió de Rochefort. El Méduse viajó en compañía del buque almacén Loire, el bergantín Argus y la corbeta Écho para recibir el traspaso británico del puerto de Saint-Louis, en Senegal. El Méduse, armado, transportaba numerosos pasajeros, incluyendo al gobernador de Senegal, el coronel Julien Schmaltz, su esposa Reine Schmaltz y su secretario Joseph Jean-Baptiste Alexandre Griffon du Bellay. El número de personas a bordo de la fragata alcanzó las 400, incluyendo 160 miembros de la tripulación además de un contingente de infantería de la marina destinado a servir de guarnición en Saint-Louis.
El barco alcanzó la isla de Madeira el 27 de junio. Schmaltz deseaba llegar a Saint-Louis lo antes posible siguiendo la ruta más directa, lo que suponía navegar peligrosamente cerca de la costa, donde había numerosos bancos de arena y arrecifes (los navíos con tripulaciones más experimentadas viajaron más alejados por motivos de seguridad). El Méduse fue el barco más veloz de la flota y, haciendo caso omiso de sus órdenes, Chaumareys perdió rápidamente contacto con el Loire y el Argus. El Écho mantuvo el ritmo y trató inútilmente de guiar al Méduse, tomando finalmente la decisión de adentrarse en el mar dada la peligrosidad de navegar tan cerca de la costa. Chaumareys había dispuesto involucrar a uno de los pasajeros, Richefort, en la dirección de la fragata. Richefort era un filósofo y miembro de la Sociedad Filantrópica de Cabo Verde sin cualificación para la guía de barcos. A medida que se acercaba a la costa de África, el rumbo del Méduse se volvía más peligroso. Richefort confundió aparentemente un gran banco de nubes en el horizonte con Cabo Blanco, subestimando la proximidad de la Bahía de Arguin, cerca de la costa de Mauritania.

### Accidente
El 2 de julio, a más de 60 millas de la ruta original, el Méduse se encontraba en aguas menos profundas, ignorando tanto Chaumareys como Richefort señales indicativas de ello como olas blancas y barro en el agua. Eventualmente, el teniente Maudet empezó por cuenta propia a sondear el fondo marino desde la proa; tras advertir una profundidad de apenas 18 metros, Maudet dio aviso al capitán. Consciente del peligro, Chaumareys ordenó que el barco se dejase llevar por el viento, si bien era demasiado tarde y el Méduse encalló a más de 30 millas de la costa. El accidente ocurrió con marea alta, lo que dificultaba el reflotamiento de la fragata. Sumado a esto, el capitán se negó a deshacerse de los catorce cañones de tres toneladas, por lo que el barco quedó definitivamente atrapado en el banco de arena.

### La balsa

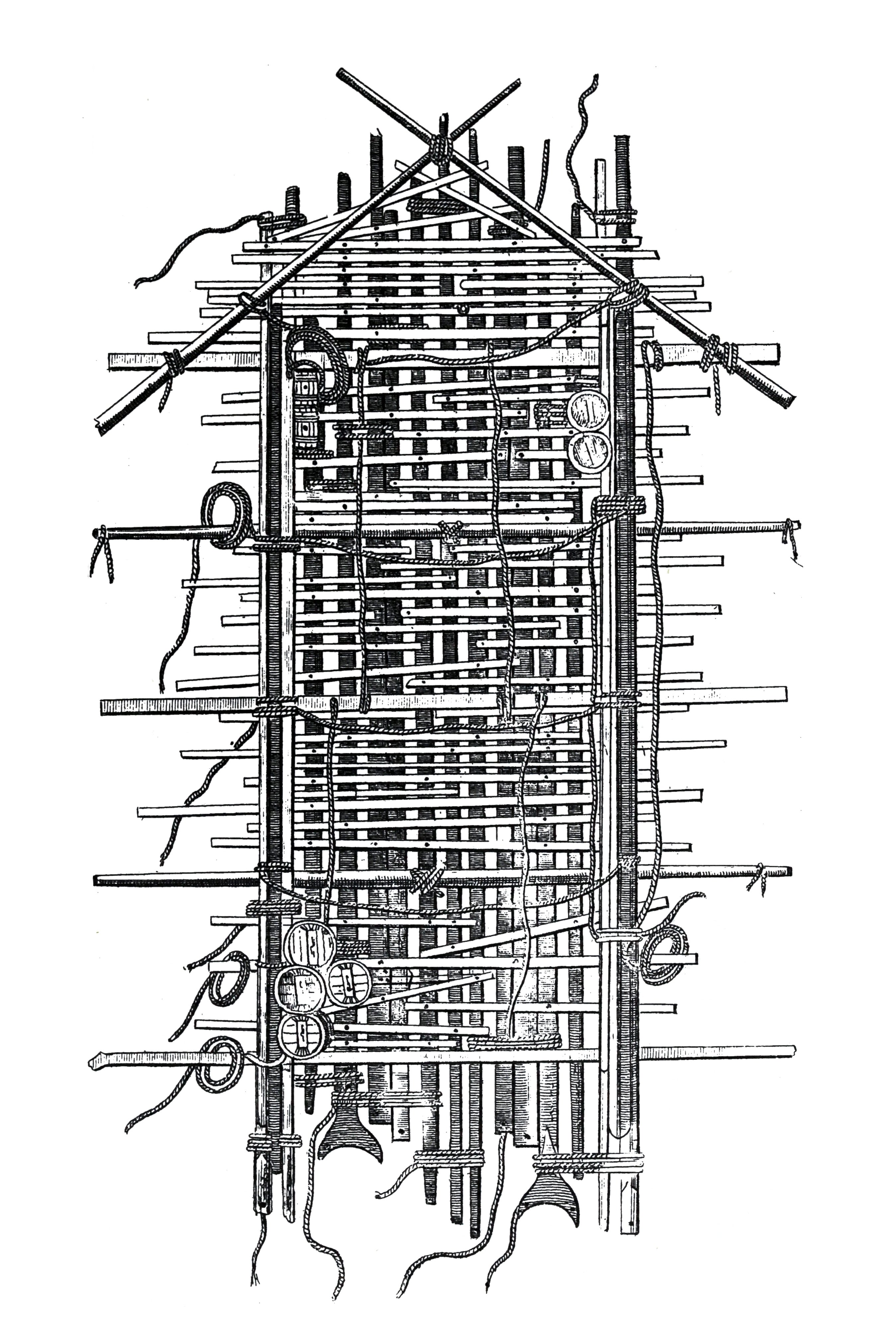
Plano de la Balsa del Méduse, al momento de su abandono. Frontispicio de Naufrage de la frégate Méduse, por Alexandre Corréard y Jean-Baptiste Henri Savigny (1818).

El Méduse no llevaba suficientes botes salvavidas para traslasar a todos los ocupantes. Se propusieron planes de emplear las lanchas para llevar a los pasajeros y a la tripulación hasta la costa, lo que suponía como mínimo realizar dos viajes. Así mismo surgieron propuestas sobre aligerar el barco y poder desencallarlo de esta forma del arrecife, entre ellas la construcción de una balsa en la que la tripulación pudiese depositar la carga. Una balsa de 20 metros de largo y 17 de ancho fue construida poco después con madera procedente del buque, siendo apodada «la Machine» («la Máquina») por la tripulación. El 5 de julio se desató un fuerte temporal y el Méduse empezó a mostrar señales de rotura. Los pasajeros y la tripulación entraron en pánico, tomando Chaumareys la decisión de evacuar la fragata de inmediato sin tiempo para efectuar los múltiples viajes a la costa necesarios para salvar a todos los ocupantes del navío. En su lugar se sugirió que la balsa fuese empleada para trasladar a los pasajeros y que los botes la remolcasen hasta una zona segura, abordando la balsa, bastante inestable, un total de 146 hombres y una mujer. La balsa contaba con pocos víveres y no disponía de medios de navegación ni dirección. Diecisiete hombres decidieron permanecer en el Méduse, subiendo el resto a los botes.
Los tripulantes en los botes pronto se dieron cuenta de que remolcar la balsa era prácticamente imposible y empezaron a temer que la situación de desesperación de los ocupantes les superase. Tras una travesía de pocos kilómetros se decidió cortar las cuerdas que unían los botes a la balsa, abandonando a los ocupantes a su suerte (según algunas fuentes, el bote del gobernador Schmaltz fue el primero en desligarse de la balsa). Las lanchas se alejaron de la zona en busca de un lugar seguro, llegando algunas de inmediato a la costa de África, con la mayoría de los supervivientes dirigiéndose por tierra a Senegal (algunos morirían durante el trayecto).
La situación en la balsa se volvió caótica rápidamente. Entre las provisiones había barriles llenos de vino en vez de agua, estallando una pelea entre los oficiales y los pasajeros por un lado y entre los marineros y los soldados por otro. En la primera noche a la deriva, veinte hombres fueron asesinados o se suicidaron. El tiempo tormentoso suponía a su vez una amenaza, siendo el centro de la balsa el único sitio seguro; docenas de personas murieron en su lucha por llegar al centro de la balsa o arrastradas por las olas. Las raciones disminuyeron rápidamente; para el cuarto día solo quedaban 67 personas con vida, recurriendo algunas de ellas al canibalismo para poder sobrevivir. Al octavo día, los ocupantes en mejores condiciones físicas decidieron arrojar al agua a los débiles y heridos, quedando a bordo únicamente quince hombres, quienes sobrevivirían otros cuatro días a la deriva antes de ser rescatados el 17 de julio por el Argus, el cual los encontró por accidente.

### Hechos posteriores
El Argus trasladó a los supervivientes a Saint-Louis para su recuperación. Cinco de ellos, incluyendo Jean Charles, el último miembro de la tripulación africano, murieron pocos días después. Chaumareys decidió recuperar el oro que aún seguía a bordo del Méduse y envió en consecuencia un equipo de rescate, el cual descubrió que la fragata seguía prácticamente intacta. Solo tres de los 17 hombres que se habían quedado en el Méduse seguían con vida 54 días después; los oficiales navales británicos ayudaron a los supervivientes a volver a Francia debido a la ausencia de ayuda por parte del Ministro de la Marina francés.
El cirujano superviviente del Méduse, Henri Savigny, y el secretario del gobernador relataron la tragedia a las autoridades. Dichos testimonios fueron vinculados a un periódico contrario a la Casa de Borbón, el Journal des débats, y publicados el 13 de septiembre de 1816. El incidente se convirtió rápidamente en un escándalo en la política francesa, motivo por el que los oficiales de la casa real trataron de encubrirlo. En la corte marcial en Port de Rochefort en 1817, Chaumareys fue juzgado por cinco cargos aunque fue absuelto de abandonar su escuadrón, de fracasar en reflotar el barco y de abandonar la balsa; fue hallado culpable sin embargo de navegación incompetente y de haber abandonado el Méduse antes de que todos los pasajeros hubiesen sido evacuados. Pese a que el veredicto lo exponía a la pena de muerte, Chaumareys solo fue condenado a tres años de cárcel, lo que provocó que la corte marcial fuese ampliamente vista como un «encubrimiento» y que en 1818 Schmaltz fuese forzado a renunciar a su puesto como gobernador de Senegal. La Ley Gouvion de Saint-Cyr aseguraría posteriormente las promociones en el Ejército francés en base a méritos.
Savigny y otro superviviente, el ingeniero y geógrafo Alexandre Corréard, publicaron en 1817 Naufrage de la frégate la Méduse, un libro en el que relataron sus testimonios sobre el incidente. La obra contaba con cinco ediciones para 1821 y fue publicada con éxito en inglés, alemán, holandés, italiano y coreano (una revisión del texto en ediciones posteriores incrementaría la confianza política en el relato).

### Lugar del naufragio
En 1980, una expedición marina francesa dirigida por Jean-Yves Blot localizó el lugar del naufragio cerca de la costa de la actual Mauritania. La principal herramienta de búsqueda empleada fue un magnetómetro único en su tipo desarrollado por la Commissariat à l'énergie atomique (CEA).
El área de búsqueda fue establecida sobre la base de los testimonios de los supervivientes del Méduse y, sobre todo, los registros de una expedición costera francesa de 1817 la cual halló restos de la embarcación aún flotando en el agua. Estos datos resultaron ser tan fieles que la expedición descubrió el lugar del naufragio el primer día de la búsqueda. Se procedió a la recuperación de suficiente material como para identificar positivamente al Méduse y realizar una exposición en el Museo Marino de París.

## En la cultura popular

### Pintura de Géricault

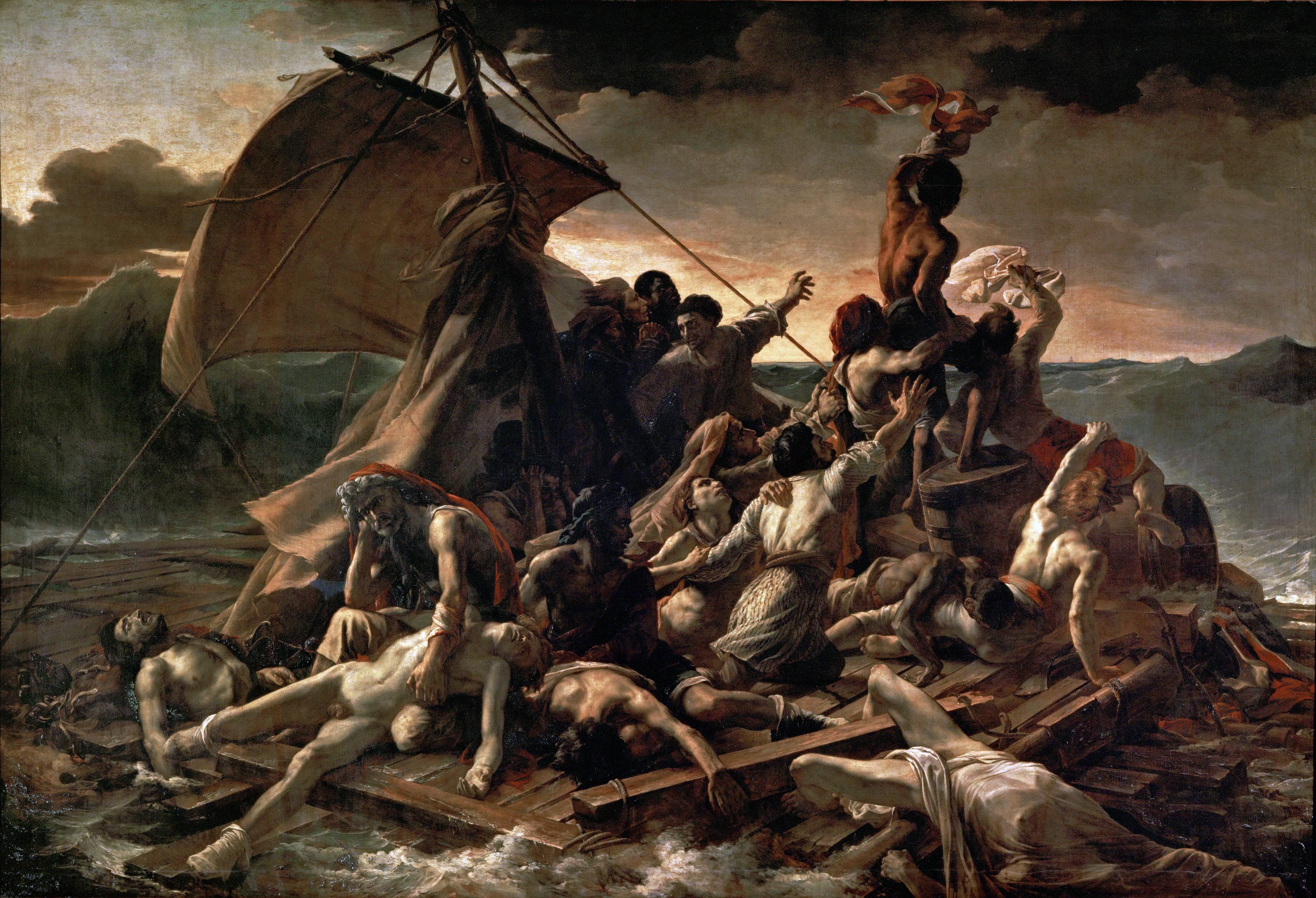
La balsa de la Medusa, por Théodore Géricault (1818-1819).

Impresionado por los testimonios de los supervivientes, el artista Théodore Géricault decidió crear una pintura al óleo basada en el incidente, por lo que se puso en contacto con los escritores en 1818. La obra muestra el momento relatado por uno de los supervivientes: previo al rescate, los pasajeros divisaron un barco en el horizonte al cual trataron de atraer mediante señales. El navío desapareció y, en palabras de uno de los miembros de la tripulación que lograron sobrevivir, «del delirio de la alegría, caímos en un profundo desaliento y dolor». El Argus reapareció dos horas después y rescató a quienes aún permanecían en la balsa. La pintura, titulada La balsa de la Medusa, es considerada un icono del romanticismo francés así como la obra maestra de Géricault.

### Películas
- Le Radeau de la Méduse (1994), dirigida por Iradj Azimi y protagonizada por Jean Yanne como Chaumareys, Daniel Mesguich como Coudein, Alain Macé como Henri Savigny, Claude Jade como Reine Schmaltz, Philippe Laudenbach como Julien Schmaltz, Michel Baumann como Alexandre Corréard y Laurent Terzieff como Théodore Géricault.
- The Medusa (2018), una película biográfica sobre la pintura de Géricault dirigida por Peter Webber y protagonizada por Jesse Eisenberg como Théodore Géricault.
- El vientre del mar (2021), una película dirigida por Agustí Villaronga filmada en catalán, protagonizada por Roger Casamajor y Òscar Kapoya

### Música
- Friedrich von Flotow escribió la ópera Le naufrage de la Méduse (1839).
- El letrista y poeta Georges Brassens aludió a la balsa del Méduse en su canción «Les copains d'abord» (1964). La pieza constituye un himno a la amistad, simbolizada por la tripulación de un barco llamado Les Copains d'Abord (Primero Amigos).
- El compositor alemán Hans Werner Henze escribió un oratorio, Das Floß der Medusa, en 1968 en memoria del Che Guevara.
- «Raft of the Medusa», canción del álbum de 2012 Static on the Airwaves, por Levellers.
- «Le Radeau de la Méduse», canción del álbum de 2021 A Dream of Wilderness, por Aephanemer.

### Literatura
- Das Floß der Medusa (1940-1943), obra del dramaturgo alemán Georg Kaiser.
- Wreck of the Medusa por Alexander McKee, una narración de la última travesía, el naufragio y los eventos posteriores originalmente publicada en 1976 bajo el título Death Raft y reimpresa en 2007.
- El segundo volumen sin traducir de la novela de Peter Weiss Die Ästhetik des Widerstands, publicada originalmente en 1978, comienza con un detallado registro histórico del Méduse para después efectuar una descripción de la pintura de Géricault.
- En A History of the World in 10½ Chapters (1989), por Julian Barnes, una obra semificticia que trata de satirizar leyendas históricas populares, el capítulo «Shipwreck» está dedicado al análisis de la pintura de Géricault, con la primera mitad narrando los incidentes que llevan al naufragio y la supervivencia de la tripulación. La segunda mitad realiza un oscuro análisis de la propia pintura, resaltando la intención de Géricault de suavizar el impacto de la cruda realidad con el fin de preservar el esteticismo de la obra.
- Ocean Sea (1993), una novela de Alessandro Baricco. El «segundo libro» describe los acontecimientos desde el punto de vista de Savigny y de un marinero, ambos presentes en la balsa.
- Boot Mat (After Gericault's Raft of the Medusa), un poema de Ken Babstock publicado en su colección Days into Flatspin.
- Das Floß der Medusa (2017), por Franzobel.

### Otras obras
- El grupo irlandés de folk-rock The Pogues empleó la obra de Géricault para la portada de su segundo álbum, Rum, Sodomy, and the Lash (1985), con los rostros de los miembros de la banda reemplazando las caras de los hombres en la balsa. Del mismo modo, en su álbum Hell's Ditch (1990), The Pogues rinde tributo al incidente con la canción «The Wake of the Medusa».
- El grupo de rock Great White utilizó igualmente la pintura de Géricault como portada de su álbum de 1994 Sail Away.
- La banda alemana de funeral doom Ahab usó también la obra de Géricault como portada para su álbum The Divinity of Oceans.
- La disposición de la escena del cuadro fue copiada en el cómic francés Astérix Légionnaire (1967) con el fin de representar otro naufragio, en el cual se hacen alusiones directas al incidente del Méduse.
- En el cómic Stock de coque de Las aventuras de Tintín, mientras los protagonistas huyen en una balsa, una ola arrastra al Capitán Haddock, quien después consigue trepar hasta la balsa con una medusa en la cabeza, ante lo cual Tintín le pregunta: «¿Crees que esto es una balsa de Medusa?».
- En la obra de Arthur C. Clarke 2061: Odyssey Three (1987), los amigos del doctor Heywood Floyd le regalan una impresión de la pintura como irónico regalo de despedida por su viaje al cometa Halley.
- En la novela de 1988 The Silence of the Lambs, por Thomas Harris, la mente del doctor Lecter vaga por los estudios anatómicos de Géricault para La balsa de la Medusa mientras espera que el senador Martin se centre en su conversación.
- En el episodio 5 de la serie de terror de 2018 de la AMC The Terror, titulado «First Shot a Winner, Lads», el comandante de la expedición perdida de Franklin, el capitán Francis Crozier, al ver a uno de sus oficiales acercarse con un grupo del Erebus, dice: «¡Ah, Edward! ¿Qué tal la Balsa de la Medusa?». Esta frase constituye no solo una macabra referencia al desastre de 1816, sino también al trágico destino de la expedición.[17]